# Galatone
Galatone község (comune) Olaszország Puglia régiójában, Lecce megyében.

## Fekvése
A Salentói-félsziget déli részén fekszik Gallipolitól északkeletre.

## Története
A település eredete a neolitikumra nyúlik vissza a régészeti leletek szerint. A vidéket szórványosan lakták a 15. századig, amikor megépültek a védőfalak. Ezt követően nemesi birtok volt. 1806-ban vált önállóvá, amikor a Nápolyi Királyságban felszámolták a feudalizmust.

## Népessége
A népesség számának alakulása:

## Főbb látnivalói
- Collegiata dell'Assunta-templom (16. század)
- Santuario del SS. Crocifisso della Pietà-templom (17. század)
- San Sebastiano-templom (16. század)
- San Giovanni Battista-templom (17. század)
- San Francesco d’Assisi-templom (17. század)
- Santuario Madonna della Grazia-templom  (17. század)
- Santa Maria dell’Itria-templom (12. század)
- Palazzo marchesale Belmonte-Pignatelli (16. század)
- Castello di Fulcignano (12-14. század)